# وارين إتش مانينغ
وارين إتش مانينغ (بالإنجليزية: Warren H. Manning)‏ هو مهندس المناظر الطبيعية أمريكي، ولد في 7 نوفمبر 1860، وتوفي في 1938.